# Pathologie des Städtischen Allgemeinen Krankenhauses Bremen
Die ehemalige Pathologie des Städtischen Allgemeinen Krankenhauses in Bremen - Östliche Vorstadt, Ortsteil Hulsberg, Sankt-Jürgen-Straße 1 Ecke Am Schwarzen Meer 134–136, wurde stammt von 1913. Das Anwesen soll 2023 für eine andere Nutzung verkauft werden.
Das Gebäude steht seit 2020 unter Bremischem Denkmalschutz.

## Geschichte
1870 entstand am St. Jürgen-Krankenhaus  eine erste Pathologie mit einer Kapelle.
Das zweigeschossige verputzte dreiflügelige Gebäude von 1913 im Reformstil mit Walmdach, Dachhaus, Dachreiter, kleinem quadratischen Lichthof und östlicher Loggia wurde nach Plänen von Ludwig Beermann und Hugo Weber für das Städtische Allgemeine Krankenhaus, heute Klinikum Bremen-Mitte, gebaut; die Baudurchführung lag beim Hochbauamt Bremen. Deutlich später als an anderen vergleichbaren Krankenhäuser wurde für das 1909 gegründete Institut für Pathologie unter der Leitung von Johann Stoevesandt das Haus ab 1910 konzipiert. Bemerkenswert ist das originell und aufwendig gestaltete Haupttreppenhaus mit seiner Beleuchtung.
Im Neubau waren auch die klinisch-chemische Abteilung des Krankenhauses und die Gerichtsmedizin untergebracht sowie im:

Erdgeschoss: Westlicher Haupteingang: Mikroskopierzimmer, kleiner Sektionssaal, polizeilicher Vernehmungsraum, Leichenhausraum mit gekühlten Aufbewahrungsboxen und Kühlmaschinenraum, Richterzimmer, Leichenkeller.

Obergeschoss: Laboratorium, Arbeitszimmer des Institutsdirektors, Mikroskopiersaal, Klinischer Sektionssaal.

Süd-Querflügel: Hörsaal der Anatomie mit ein aus dem Hauptdach herausragendes zusätzlichem Halbgeschoss.
1941 gab es im Zweiten Weltkrieg nur leichte Bombenschäden.

Der belgische Schriftsteller Georges Simenon und der Maigretdarsteller Heinz Rühmann besuchten 1966 das Haus bei ihren Recherchen zu dem Film Maigret und sein größter Fall, der auch in Bremen gedreht wurde.

Das Haus wurde bis Anfang 2022 für die Pathologie genutzt und soll verkauft werden.
Das Landesdenkmalamt befand u. a.: ... Dem entwerfenden Architekten gelang es, trotz eines weitgehenden Verzichts auf Fassadendekoration und einer insgesamt ruhigen Wirkung eine fein differenzierte, malerische Gruppierung des asymmetrisch aufgefassten Bauwerks zu erzielen. Die anstaltseigene Kapelle zeigt ... deutlich ihre Bestimmung ... Das alles ... macht die Neue Pathologie zu einem der baukünstlerisch auffälligsten Bauten des Krankenhausgeländes.
Beim Klinikum Bremen-Mitte gibt es heute das Zentrum für Pathologie.